# Anton Schickel
Anton Franz Josef Schickel (* 11. Februar 1899 in Hanau; † Mai 1943 nahe Witebsk) war ein deutscher Goldschmied und Künstler.

## Leben
Anton „Toni“ Schickel besuchte nach einer Handwerkslehre zunächst die damalige Kunstgewerbeschule Frankfurt und war als Geselle in verschiedenen Werkstätten Süddeutschlands tätig. Von 1922 bis 1926 betrieb er eine Goldschmiedewerkstätte in Hanau und besuchte die Abendkurse der Hanauer Goldschmiedeschule. Zu seinen Lehrern gehörte der damals an der Staatlichen Fachschule Hanau führende Emailleur, Karl Lang. 1927 legte Anton Schickel die Meisterprüfung ab.
Weit über Aachen hinaus bekannt wurde Anton Schickel ab 1928 als Leiter der „Edelmetallwerkstatt“ an der damals von Rudolf Schwarz geleiteten Kunstgewerbeschule Aachen. In seinen Verantwortungsbereich fielen alle „Arbeiten in Gold, Silber und Email. Kirchliche Kunst, Schmuck. Gravieren, Ziselieren, Treiben“. Seine wenigen, äußerst kurzen Beiträge zum Thema „Kultgerät“ galten als wegweisend: „… Die abgebildeten Arbeiten wurden in unsern Schulwerkstätten (Metall- und Goldschmiedeklasse) ausgeführt und gehören in eine große Versuchsreihe, die wir in der Absicht aufbauten, die Kultgeräte formal zu klären, von sinnlosen Zutaten zu befreien und auf ihre Grundformen zu bringen.“
Zu Schickels bekanntesten Schülern während seiner Dozenten-Zeit an der Aachener Kunstgewerbeschule gehören Fritz Schwerdt, Hubert Dohmen (1901–1943) und Will Plum (1910–1943).
Seit Anfang der 1930er Jahre war er Mitglied im Deutschen Werkbund.
Nach der im Mai 1934 erfolgten zwangsweisen Auflösung der Kunstgewerbeschule durch die Nationalsozialisten gründete Anton Schickel eine eigene Werkstätte für Kirchengerät und Schmuck in der Aachener Vereinsstraße. An Gemeinschaftsprojekten einiger Ehemaliger der Aachener Kunstgewerbeschule beteiligte sich Schickel ebenfalls, wie beim „Deutschen St. Michael-Altar“ im „Pavillon Catholique Pontifical“ auf der Pariser Weltausstellung von 1937 oder 1939 an der Ausstellung „HUISRAAD EN LEVEN IN DUITSCHLAND“ (sic!) im belgischen Antwerpen.
Anton Schickel fiel als Soldat im Mai 1943 in Weißrussland, wo er unter anderem als Dolmetscher für Russisch eingesetzt war.

## Werke (Auswahl)
Der Foto-Nachlass von Anton Schickel mit hauptsächlich Kelchen und Monstranzen ist erhalten geblieben, jedoch gilt der Großteil seines Œuvre mangels Werkkatalog als verschollen. Erhalten geblieben sind u. a. folgende Arbeiten:
- Monstranz (1931) für die Fronleichnamskirche in Aachen.
- Monstranz, Weihwasserkessel mit Aspergill, Ziborium sowie Gefäß für Heilige Öle (1933) für die von Rudolf Schwarz erbaute Kapelle in Leversbach.
- Altarkreuz (1933) mit vergoldetem Korpus und vier Eckbildern in Zellenschmelz für St. Sebastian (München).
- Bischofsstab (1936), Elfenbein und Silber vergoldet, für Franz Demont, Apostolisches Vikariat von Aliwal, Südafrika; jetzt im Besitz des Aachener Doms.
- Monstranz (1936), Silber vergoldet, mit Email und Perlen, in der Kirche des Kamillianer-Krankenhauses Mönchengladbach.
- Schale auf drei Füßen als Rennpreis des Aachen-Laurensberger-Rennvereins für das Internationale Reit-Turnier Bad Aachen (1937), Silber mit Gravur, Privatbesitz.
- Tabernakel am Hauptaltar sowie Altarkreuze (1937) für das Priesterseminar Aachen.

## Ausstellungen (Auswahl)
- „Ausstellung kirchlicher Kunst in Duisburg“, Duisburg 1930.
- Kunst-Dienst-Ausstellung „KULT UND FORM - Neue evangelische, katholische und jüdische Gebrauchskunst“, Berlin 1930.
- Kunst-Dienst-Ausstellung „KULT UND FORM - Neues evangelisches, katholisches und jüdisches Kultschaffen“, Hamburg 1931.
- „Religiöse Kunst der Gegenwart“, Essen 1932.
- „Der deutsche St.-Michael-Altar“ im „Pavillon Catholique Pontifical“ auf der Weltausstellung, Paris 1937.
- „HUISRAAD EN LEVEN IN DUITSCHLAND“ (sic!), Antwerpen 1939.
- Gedächtnisausstellung für die im Kriege 1939/45 verstorbenen Aachener Künstler im Suermondt-Museum, Aachen 1946.
- „Kirchliche Kunst im Bistum Aachen 1930-1980“, Aachen 1980.
- „LiturgieGefäße. Kirche und Design“, Trier 1997.

## Schriften
- A. Schickel: Die Arbeiten der Kunstgewerbeschule Aachen. In: Die Form. November 1930.
- Kunstgewerbeschule Aachen (Hrsg.): Neues Kultgerät. Werkklassen Wilhelm Giesbert und Anton Schickel. Aachen 1931.